# Потопалов, Александр Васильевич
Александр Васильевич Потопалов (1915—1986) — советский авиаконструктор; кандидат технических наук. Лауреат Ленинской премии.

## Биография
В 1933—1934 слесарь в лаборатории МАИ. В 1934—1939 учился в Московском авиационном институте им. Орджоникидзе.
В 1939—1950 конструктор ОКБ Н. Н. Поликарпова, ведущий инженер и начальник производства завода номер 51 МАП. В 1941—1944 гг. — ведущий инженер тяжелого истребителя сопровождения ТИС.
Обеспечивал изготовление опытных образцов первого советского самолёта-снаряда 10Х.
В 1950—1952 слушатель Академии авиационной промышленности.
В 1952—1965 начальник производства, с 1955 главный инженер, с 1958 главный конструктор Тушинского машиностроительного завода (головного предприятия по освоению и серийному производству ЗУР В-300 системы ПВО С-25, предназначенной для обороны Москвы).
В 1965—1976 начальник МКБ «Буревестник». Под его руководством и при непосредственном участии на базе ЗУР В-300 было создано и внедрено в массовую эксплуатацию семейство сверхзвуковых ракет-мишеней типа «Куница», «Соболь», «Белка», «Звезда».
В 1976—1986 заместитель генерального директора — главный конструктор НПО «Молния», созданного для разработки орбитального корабля «Буран», в которое МКБ «Буревестник» вошел как составная часть.
Похоронен на Химкинском кладбище.

## Признание
Лауреат Ленинской премии (1965), Государственной премии СССР (1979). Награждён орденами «Знак Почёта» (1945, 1953), Трудового Красного Знамени (1958, 1971), многими медалями.